# エフエム愛媛
株式会社エフエム愛媛（エフエムえひめ、英: FM EHIME BROADCASTING CO.）は、愛媛県を放送対象地域とする超短波放送（FMラジオ放送）事業を行っている特定地上基幹放送事業者である。
通称はFM愛媛。コールサインはJOEU-FM（松山 79.7MHz / 1kW）で、愛称とウェブサイトのドメイン名やradikoの放送局記号にも使用されている。本社は愛媛県松山市。

## 概要
1982年に全国で5番目、中国・四国地方で初の民放FM放送局として開局した。これは長い間「東名阪福」の先発4局体制であった民放FM局としても12年ぶりの新局となり、以降の「原則1地域1FM局」という大量開局への幕開けとなった。
周波数割当て自体は第三次割当地区（愛媛県・長崎県・石川県）だったにも関わらず、後の免許の申請段階での一本化調整が早く、愛媛県より先に周波数割当てのあった第二次割当地区（北海道・宮城県・静岡県・広島県）の4道県いずれよりも開局が早くなったことは、驚きをもって迎えられた。
開局時、JFNCによる番組供給体制（1984年6月以降）が確立されていなかったことからその名残で、現在に至るまで開局以来番組の自社制作比率が高く、その数は他の中・四国地方のJFN系列局よりも多い。
その一方で、JFN系列の局では唯一平日の深夜・早朝に放送を休止している。開局当初から2021年3月までは全曜日で休止時間が設定されていた。
2021年4月から、金曜深夜 - 土曜早朝の休止枠が廃止され24時間放送に移行するとともに、土・日の放送開始（基点）時間を5:00に繰り上げた。平日は従来通り5:57開始のままで、終夜放送となった金曜以外の深夜放送の時間が短縮され、月 - 木曜付けは翌日2:00、土曜付けは日曜2:55にそれぞれ繰り上げられた（日曜付けの終了は月曜1:30のままで変更されず）。さらに2022年10月の改編から、土曜日付けも放送終了が日曜2:00に変更され、従来通りの金・日曜深夜（土・月曜未明）以外はすべて2:00終了に統一された。その後土曜深夜（日曜未明）の終了時間が2023年10月改編で2:30に、さら2024年7月改編で3:00に繰り下げられたものの、同年10月改編で2:30に戻る。2025年4月より、金曜深夜（土曜未明）の終夜放送を取りやめて3時で放送休止とし、再度全曜日で放送休止時間を設定することになった。
そのため、放送休止中のJFN系列の番組は放送されない（詳細は下記参照）。ただ、放送休止中でも電波は停波せず、突発的な災害・緊急ニュースに対応するために無音のまま出し続けている。このようなケースは他にFM-FUJI、ぎふチャン、α-STATION、ラジオNIKKEIにも該当する。隣県の同じJFN系列局・FM香川は日曜深夜 - 月曜早朝を含めて終夜放送しているため、終夜放送完全実施局と非実施局の双方が四国に存在する形となっている。

当局含めたJFN系列38局はACジャパン（旧・公共広告機構）の正会員企業の一つである。

## 事業所
本社・演奏所
- 愛媛県松山市竹原町一丁目10番7号

東京支社
- 東京都千代田区麹町一丁目8番地 JFNセンター7階

## 沿革
- 1981年（昭和56年）
  - 2月6日 - 予備免許取得。
  - 4月17日 - 株式会社エフエム愛媛設立。
- 1982年（昭和57年）2月1日 - 全国民放FMとしては5番目に開局。
- 1995年（平成7年）4月1日 - 文字多重放送（見えるラジオ）開始。コールサインはJOEU-FCM。
- 1997年（平成9年）3月24日 - 本社を松山市藤原町617-3（テレビ愛媛隣接地）から同市竹原町（あいテレビの近く）へ移転。
- 2011年（平成23年）
  - 1月26日 - LISMO WAVEによる配信を全国FM連合加盟各局と同時に開始。（2019年9月30日をもって終了）
  - 12月5日 - ドコデモFMによる配信をJFN加盟各局と同時に開始。（2021年2月28日をもって終了）
- 2014年（平成26年）3月31日 - 文字多重放送廃止。
- 2017年（平成29年）4月3日 - IPサイマルラジオ「radiko.jp」および「radiko.jpプレミアム（エリアフリー聴取）」にて配信開始[3]。放送局記号はコールサインの「JOEU-FM」そのまま。
- 2018年（平成30年）6月26日 - V-Low帯マルチメディア放送・インターネットラジオサービス「i-dio」にて中国・四国地方でのサイマル放送・配信を開始。（2020年（令和2年）3月31日をもって終了）

## 資本構成
企業・団体の名称、個人の肩書は当時のもの。出典：

### 2015年3月31日
| 資本金 | 発行済株式総数 | 株主数 |
| ------ | -------------- | ------ |
| 5億円  | 1,000,000株    | 42     |

| 株主                                 | 株式数    | 比率   |
| ------------------------------------ | --------- | ------ |
| 愛媛県                               | 100,000株 | 10.00% |
| テレビ愛媛                           | 100,000株 | 10.00% |
| 読売新聞大阪本社                     | 079,000株 | 07.90% |
| 日野諄二                             | 065,500株 | 06.55% |
| 愛媛新聞社                           | 064,000株 | 06.40% |
| フジ・メディア・ホールディングス     | 053,000株 | 05.30% |
| 朝日新聞社                           | 050,000株 | 05.00% |
| 白石統一                             | 048,000株 | 04.80% |
| 松山市                               | 040,000株 | 04.00% |
| 南海放送                             | 040,000株 | 04.00% |
| 日本経済新聞社                       | 040,000株 | 04.00% |
| 伊予銀行                             | 040,000株 | 04.00% |
| 愛媛銀行                             | 040,000株 | 04.00% |
| 全国共済農業協同組合連合会愛媛県本部 | 040,000株 | 04.00% |
| 愛媛県信用農業協同組合連合会         | 040,000株 | 04.00% |

## 周波数・出力
| 親局   | 周波数  | 空中線電力 | 備考 |
| ------ | ------- | ---------- | --- |
| 松山   | 79.7MHz | 1kW        | 大分県・山口県・広島県・島根県東部の一部で受信可能。 福岡県東部の行橋市・築上郡・京都郡でもカーラジオ及びブースター付き室内アンテナで受信可能。                                                           |
| 中継局 | 周波数  | 空中線電力 | 備考 |
| 川之江 | 80.0MHz | 10W        | |
| 新居浜 | 89.2MHz | 100W       | 広島県沿岸部ではエフエム大分の玖珠中継局（89.3MHz）と混信することがある。 |
| 今治   | 80.6MHz | 20W        | 広島県沿岸部ではエフエム徳島の徳島本局（80.7MHz）と混信することがある。 |
| 大洲   | 78.8MHz | 30W        | 垂直偏波。 |
| 八幡浜 | 77.6MHz | 100W       | 垂直偏波。 八幡浜市（旧保内町を含む）・旧伊方町方向に指向性があり、旧三崎町などで受信できる場所は少ない。 大分県の一部でも受信可能だが、地域によりエフエム熊本の熊本本局（77.4MHz）と混信することがある。 |
| 宇和島 | 82.1MHz | 100W       | 垂直偏波。 大分県の一部、宮崎県北部沿岸部で受信可能。 |
| 城川   | 80.2MHz | 3W         | |
| 愛南   | 78.8MHz | 30W        | |

## 主な番組

### 現在放送中
2025年8月現在。
太字は自社制作番組。◎はエミフルMASAKIサテライトスタジオから、☆は本社第1スタジオからの生放送。

#### 平日
| 時                                                                            | 月曜 | 火曜 | 水曜 | 木曜 | 金曜 |
| ----------------------------------------------------------------------------- | --- | --- | --- | --- | --- |
| 5                                                                             | （放送休止） | （放送休止） | （放送休止） | （放送休止） | （放送休止） |
| 5                                                                             | 5:57 オープニング | | | | |
| 6                                                                             | 6:00 ONE MORNING（TOKYO FM） ▽6:50 快適生活ラジオショッピング ▽6:55 MY OLYMPIC ▽7:00 MORNING HEADLINE ▽7:10 リポビタンD TREND NET ▽7:19（火）KUMON 笑顔100点満点 ▽7:20 （月）メットライフ生命 presents マイ マネーハック /（火・木）ONE MORE NEWS /（水）食と農を未来へつなぐ /（金）JA共済 presents なるほど! 交通安全                                                                                            | 6:00 ONE MORNING（TOKYO FM） ▽6:50 快適生活ラジオショッピング ▽6:55 MY OLYMPIC ▽7:00 MORNING HEADLINE ▽7:10 リポビタンD TREND NET ▽7:19（火）KUMON 笑顔100点満点 ▽7:20 （月）メットライフ生命 presents マイ マネーハック /（火・木）ONE MORE NEWS /（水）食と農を未来へつなぐ /（金）JA共済 presents なるほど! 交通安全                                                                                            | 6:00 ONE MORNING（TOKYO FM） ▽6:50 快適生活ラジオショッピング ▽6:55 MY OLYMPIC ▽7:00 MORNING HEADLINE ▽7:10 リポビタンD TREND NET ▽7:19（火）KUMON 笑顔100点満点 ▽7:20 （月）メットライフ生命 presents マイ マネーハック /（火・木）ONE MORE NEWS /（水）食と農を未来へつなぐ /（金）JA共済 presents なるほど! 交通安全                                                                                            | 6:00 ONE MORNING（TOKYO FM） ▽6:50 快適生活ラジオショッピング ▽6:55 MY OLYMPIC ▽7:00 MORNING HEADLINE ▽7:10 リポビタンD TREND NET ▽7:19（火）KUMON 笑顔100点満点 ▽7:20 （月）メットライフ生命 presents マイ マネーハック /（火・木）ONE MORE NEWS /（水）食と農を未来へつなぐ /（金）JA共済 presents なるほど! 交通安全                                                                                            | 6:00 ONE MORNING（TOKYO FM） ▽6:50 快適生活ラジオショッピング ▽6:55 MY OLYMPIC ▽7:00 MORNING HEADLINE ▽7:10 リポビタンD TREND NET ▽7:19（火）KUMON 笑顔100点満点 ▽7:20 （月）メットライフ生命 presents マイ マネーハック /（火・木）ONE MORE NEWS /（水）食と農を未来へつなぐ /（金）JA共済 presents なるほど! 交通安全 |
| 7                                                                             | 6:00 ONE MORNING（TOKYO FM） ▽6:50 快適生活ラジオショッピング ▽6:55 MY OLYMPIC ▽7:00 MORNING HEADLINE ▽7:10 リポビタンD TREND NET ▽7:19（火）KUMON 笑顔100点満点 ▽7:20 （月）メットライフ生命 presents マイ マネーハック /（火・木）ONE MORE NEWS /（水）食と農を未来へつなぐ /（金）JA共済 presents なるほど! 交通安全                                                                                            | 6:00 ONE MORNING（TOKYO FM） ▽6:50 快適生活ラジオショッピング ▽6:55 MY OLYMPIC ▽7:00 MORNING HEADLINE ▽7:10 リポビタンD TREND NET ▽7:19（火）KUMON 笑顔100点満点 ▽7:20 （月）メットライフ生命 presents マイ マネーハック /（火・木）ONE MORE NEWS /（水）食と農を未来へつなぐ /（金）JA共済 presents なるほど! 交通安全                                                                                            | 6:00 ONE MORNING（TOKYO FM） ▽6:50 快適生活ラジオショッピング ▽6:55 MY OLYMPIC ▽7:00 MORNING HEADLINE ▽7:10 リポビタンD TREND NET ▽7:19（火）KUMON 笑顔100点満点 ▽7:20 （月）メットライフ生命 presents マイ マネーハック /（火・木）ONE MORE NEWS /（水）食と農を未来へつなぐ /（金）JA共済 presents なるほど! 交通安全                                                                                            | 6:00 ONE MORNING（TOKYO FM） ▽6:50 快適生活ラジオショッピング ▽6:55 MY OLYMPIC ▽7:00 MORNING HEADLINE ▽7:10 リポビタンD TREND NET ▽7:19（火）KUMON 笑顔100点満点 ▽7:20 （月）メットライフ生命 presents マイ マネーハック /（火・木）ONE MORE NEWS /（水）食と農を未来へつなぐ /（金）JA共済 presents なるほど! 交通安全                                                                                            | 6:00 ONE MORNING（TOKYO FM） ▽6:50 快適生活ラジオショッピング ▽6:55 MY OLYMPIC ▽7:00 MORNING HEADLINE ▽7:10 リポビタンD TREND NET ▽7:19（火）KUMON 笑顔100点満点 ▽7:20 （月）メットライフ生命 presents マイ マネーハック /（火・木）ONE MORE NEWS /（水）食と農を未来へつなぐ /（金）JA共済 presents なるほど! 交通安全 |
| 7:30 OH! HAPPY MORNING（JFNC）                                                | 7:30 OH! HAPPY MORNING（JFNC） | 7:30 OH! HAPPY MORNING（JFNC） | 7:30 OH! HAPPY MORNING（JFNC） | 7:30 Fine | |
| 7:30 OH! HAPPY MORNING（JFNC）                                                | 7:30 OH! HAPPY MORNING（JFNC） | 7:30 OH! HAPPY MORNING（JFNC） | 7:30 OH! HAPPY MORNING（JFNC） | 7:55 Update 高知工科大学 on Friday（FM高知） | |
| 8:01 イエローハット TODAY'S KEY NUMBER（TOKYO FM）                            | | | | | |
| 8                                                                             | | | | | |
| 8:09 今日のスポーツ（TOKYO FM）                                               | | | | | |
| 8:10 NEW TREND ONE（TOKYO FM）                                                | 8:10 KINKATSU TREND ONE（TOKYO FM） | 8:10 NEW TREND ONE（TOKYO FM） | 8:10 龍角散 presents 響け!祭りの声! #お祭りレコメンド（TOKYO FM） | 8:10 NEW TREND ONE（TOKYO FM） | |
| 8:20 Fine（☆） - 高橋真実子（月曜 - 水曜）、大澤さつき（木曜・金曜）          | | | | | |
| 9                                                                             | | | | | |
| 10                                                                            | | | | | |
| 10:55 快適生活ラジオショッピング                                              | | | | | |
| 11                                                                            | 11:00 坂本美雨のディア・フレンズ（TOKYO FM） | 11:00 坂本美雨のディア・フレンズ（TOKYO FM） | 11:00 坂本美雨のディア・フレンズ（TOKYO FM） | 11:00 坂本美雨のディア・フレンズ（TOKYO FM） | 11:00 松任谷由実のYuming Chord（TOKYO FM） |
| 11                                                                            | 11:30 フジ太郎のベビーアイランド - 仙波亜子 | | | | |
| 11                                                                            | 11:35 そば吉 世界はあなたのそばに - 吉見まき子 | | | | |
| 11                                                                            | 11:40 旬!SHUN!ピックアップ | 11:40 旬感!えひめチュレ 中岡りょういち、ますはらあきこ | 11:40 UP MANAGEMENT YOUR GOLF 高市龍児、山崎愛 | 11:40 イトーとスドーのモノ申し隊! | 11:40 MIタウン企画部 福運社長の奮闘記（第1・3週）JOEU Special Program mini（第2・4・5週） |
| 11                                                                            | 11:55 ニュース | | | | |
| 12                                                                            | 12:00 noonday pop（☆） - あおい（月曜・金曜）、山崎愛（火曜・木曜）、ヒカル（水曜） | 12:00 noonday pop（☆） - あおい（月曜・金曜）、山崎愛（火曜・木曜）、ヒカル（水曜） | 12:00 noonday pop（☆） - あおい（月曜・金曜）、山崎愛（火曜・木曜）、ヒカル（水曜） | 12:00 noonday pop（☆） - あおい（月曜・金曜）、山崎愛（火曜・木曜）、ヒカル（水曜） | 12:00 noonday pop（☆） - あおい（月曜・金曜）、山崎愛（火曜・木曜）、ヒカル（水曜） |
| 13                                                                            | 13:00 デイリーフライヤー（JFNC） | 13:00 デイリーフライヤー（JFNC） | 13:00 デイリーフライヤー（JFNC） | 13:00 デイリーフライヤー（JFNC） | 13:00 デイリーフライヤー（JFNC） |
| 13                                                                            | 13:30 レコレール（JFNC） ▽13:55 快適生活ラジオショッピング ▽14:55 IMP.のIMPickup（TOKYO FM） | 13:30 レコレール（JFNC） ▽13:55 快適生活ラジオショッピング ▽14:55 IMP.のIMPickup（TOKYO FM） | 13:30 レコレール（JFNC） ▽13:55 快適生活ラジオショッピング ▽14:55 IMP.のIMPickup（TOKYO FM） | 13:30 レコレール（JFNC） ▽13:55 快適生活ラジオショッピング ▽14:55 IMP.のIMPickup（TOKYO FM） | 13:30 Brillante! for SDGS（第1・3週） - 大澤さつき 雲の会 presents 「雲のラジオ」（第2・4・5週） |
| 13                                                                            | 13:30 レコレール（JFNC） ▽13:55 快適生活ラジオショッピング ▽14:55 IMP.のIMPickup（TOKYO FM） | 13:30 レコレール（JFNC） ▽13:55 快適生活ラジオショッピング ▽14:55 IMP.のIMPickup（TOKYO FM） | 13:30 レコレール（JFNC） ▽13:55 快適生活ラジオショッピング ▽14:55 IMP.のIMPickup（TOKYO FM） | 13:30 レコレール（JFNC） ▽13:55 快適生活ラジオショッピング ▽14:55 IMP.のIMPickup（TOKYO FM） | 13:41 Groovy Radio Caravan'（◎）' マイケル、塩出怜/窪田ゆうこ(週替わり) ▽13:55 快適生活ラジオショッピング ▽14:55 IMP.のIMPickup（TOKYO FM） |
| 14                                                                            | 13:30 レコレール（JFNC） ▽13:55 快適生活ラジオショッピング ▽14:55 IMP.のIMPickup（TOKYO FM） | 13:30 レコレール（JFNC） ▽13:55 快適生活ラジオショッピング ▽14:55 IMP.のIMPickup（TOKYO FM） | 13:30 レコレール（JFNC） ▽13:55 快適生活ラジオショッピング ▽14:55 IMP.のIMPickup（TOKYO FM） | 13:30 レコレール（JFNC） ▽13:55 快適生活ラジオショッピング ▽14:55 IMP.のIMPickup（TOKYO FM） | |
| 15                                                                            | 13:30 レコレール（JFNC） ▽13:55 快適生活ラジオショッピング ▽14:55 IMP.のIMPickup（TOKYO FM） | 13:30 レコレール（JFNC） ▽13:55 快適生活ラジオショッピング ▽14:55 IMP.のIMPickup（TOKYO FM） | 13:30 レコレール（JFNC） ▽13:55 快適生活ラジオショッピング ▽14:55 IMP.のIMPickup（TOKYO FM） | 13:30 レコレール（JFNC） ▽13:55 快適生活ラジオショッピング ▽14:55 IMP.のIMPickup（TOKYO FM） | |
| 15:55 ニュース                                                                | | | | | |
| 16                                                                            | 16:00 joeu-fm OKa（☆） - 中岡りょういち（月曜 - 木曜）、正岡省吾（金曜） | 16:00 joeu-fm OKa（☆） - 中岡りょういち（月曜 - 木曜）、正岡省吾（金曜） | 16:00 joeu-fm OKa（☆） - 中岡りょういち（月曜 - 木曜）、正岡省吾（金曜） | 16:00 joeu-fm OKa（☆） - 中岡りょういち（月曜 - 木曜）、正岡省吾（金曜） | 16:00 joeu-fm OKa（☆） - 中岡りょういち（月曜 - 木曜）、正岡省吾（金曜） |
| 16                                                                            | 16:55 Walkin' The Street - 石崎知子 | | | | |
| 17                                                                            | 17:00 HALF&HALF ITM ALBUM COLLECTION - 若林ゆり | 17:00 HALF&HALF ITM ALBUM COLLECTION - 若林ゆり | 17:00 HALF&HALF ITM ALBUM COLLECTION - 若林ゆり | 17:00 HALF&HALF ITM ALBUM COLLECTION - 若林ゆり | 17:00 HALF&HALF ITM ALBUM COLLECTION - 若林ゆり |
| 17                                                                            | 17:30 ニュース・天気予報 | | | | |
| 17                                                                            | 17:35 経済ニュース | | | | |
| 17                                                                            | 17:40 My First Music（TOKYO FM） | 17:40 My First Music（TOKYO FM） | 17:40 My First Music（TOKYO FM） | 17:40 My First Music（TOKYO FM） | 17:40 浅田組 presents Sun-High’s sound kitchen Sun-High's |
| 17                                                                            | 17:50 あぐりずむ（TOKYO FM） | | | | 17:40 浅田組 presents Sun-High’s sound kitchen Sun-High's |
| 17                                                                            | 17:55 プリベ石川 PRECIOUS TIME | | | | |
| 18                                                                            | 18:00 井坂彰のGreat Noisy Club!（☆、金と祝日◎） | 18:00 井坂彰のGreat Noisy Club!（☆、金と祝日◎） | 18:00 井坂彰のGreat Noisy Club!（☆、金と祝日◎） | 18:00 井坂彰のGreat Noisy Club!（☆、金と祝日◎） | 18:00 井坂彰のGreat Noisy Club!（☆、金と祝日◎） |
| 19                                                                            | 18:00 井坂彰のGreat Noisy Club!（☆、金と祝日◎） | 18:00 井坂彰のGreat Noisy Club!（☆、金と祝日◎） | 18:00 井坂彰のGreat Noisy Club!（☆、金と祝日◎） | 18:00 井坂彰のGreat Noisy Club!（☆、金と祝日◎） | 18:00 井坂彰のGreat Noisy Club!（☆、金と祝日◎） |
| 19:55 いくぞぉ～!連覇へ‼～最後まで諦めない～愛媛マンダリンパイレーツ - 玉井智 | | | | | |
| 20                                                                            | 20:00 一平くんのゲコゲコ相談室DX - 一平くん | 20:00 LONGMANの楽屋 LONGMAN | 20:00 area v 正岡省吾 | 20:00 カモ☆れでぃ★Night!（☆） 中村天、 （金曜最終週以外）ゆめ（金曜最終週）小野天花（WELIT） | 20:00 カモ☆れでぃ★Night!（☆） 中村天、 （金曜最終週以外）ゆめ（金曜最終週）小野天花（WELIT） |
| 20                                                                            | 20:30 夏川りみのたびぐくるちむぐくる（かしわプロダクション） | 20:30 WELITの三ツ星の湯 WELIT | 20:00 area v 正岡省吾 | 20:00 カモ☆れでぃ★Night!（☆） 中村天、 （金曜最終週以外）ゆめ（金曜最終週）小野天花（WELIT） | 20:00 カモ☆れでぃ★Night!（☆） 中村天、 （金曜最終週以外）ゆめ（金曜最終週）小野天花（WELIT） |
| 21                                                                            | 21:00 シカゴプードルのラヂオ風゜（ラジオプー）（FM徳島） | 21:00 ハラミちゃんのハラミファソRadio♪（JFNC） | 20:00 area v 正岡省吾 | 20:00 カモ☆れでぃ★Night!（☆） 中村天、 （金曜最終週以外）ゆめ（金曜最終週）小野天花（WELIT） | 20:00 カモ☆れでぃ★Night!（☆） 中村天、 （金曜最終週以外）ゆめ（金曜最終週）小野天花（WELIT） |
| 21                                                                            | 21:30 未来プロデュース～えひめ学生起業塾生が社会・地域課題に挑む!～ えひめ学生起業塾メンバー | 21:30 FC今治の Catch the Wave!! 金井龍生、山崎愛 | 21:30 LIVE KIDS BOX 九官鳥 | 21:30 (引き続き)カモ☆れでぃ★Night! | 21:30 愛媛FC ポジティブエナジャイザー 森脇良太の『誘ってんじゃん RADIO』 森脇良太、関千里 |
| 22                                                                            | 22:00 SCHOOL OF LOCK!（TOKYO FM） ▽22:15 第1週：乃木坂 LOCKS!、第2週：SEVENTEEN LOCKS!、第3週：INI LOCKS!、第4週：新しい学校のリーダーズ LOCKS! ▽22:55 どっちのCat or Dog ▽23:00 ANZEN LOCKS! supported by JA共済（月） / ボカロ LOCKS!（火） / 松田LOCKS! SEASON15 supported by JASRAC（水） / 農業部 supported by JA全農（木） ▽23:10（月）ミセス LOCKS! （火）Saucy LOCKS! （水）宮世 LOCKS! （木）乃木坂LOCKS! | 22:00 SCHOOL OF LOCK!（TOKYO FM） ▽22:15 第1週：乃木坂 LOCKS!、第2週：SEVENTEEN LOCKS!、第3週：INI LOCKS!、第4週：新しい学校のリーダーズ LOCKS! ▽22:55 どっちのCat or Dog ▽23:00 ANZEN LOCKS! supported by JA共済（月） / ボカロ LOCKS!（火） / 松田LOCKS! SEASON15 supported by JASRAC（水） / 農業部 supported by JA全農（木） ▽23:10（月）ミセス LOCKS! （火）Saucy LOCKS! （水）宮世 LOCKS! （木）乃木坂LOCKS! | 22:00 SCHOOL OF LOCK!（TOKYO FM） ▽22:15 第1週：乃木坂 LOCKS!、第2週：SEVENTEEN LOCKS!、第3週：INI LOCKS!、第4週：新しい学校のリーダーズ LOCKS! ▽22:55 どっちのCat or Dog ▽23:00 ANZEN LOCKS! supported by JA共済（月） / ボカロ LOCKS!（火） / 松田LOCKS! SEASON15 supported by JASRAC（水） / 農業部 supported by JA全農（木） ▽23:10（月）ミセス LOCKS! （火）Saucy LOCKS! （水）宮世 LOCKS! （木）乃木坂LOCKS! | 22:00 SCHOOL OF LOCK!（TOKYO FM） ▽22:15 第1週：乃木坂 LOCKS!、第2週：SEVENTEEN LOCKS!、第3週：INI LOCKS!、第4週：新しい学校のリーダーズ LOCKS! ▽22:55 どっちのCat or Dog ▽23:00 ANZEN LOCKS! supported by JA共済（月） / ボカロ LOCKS!（火） / 松田LOCKS! SEASON15 supported by JASRAC（水） / 農業部 supported by JA全農（木） ▽23:10（月）ミセス LOCKS! （火）Saucy LOCKS! （水）宮世 LOCKS! （木）乃木坂LOCKS! | 22:00 SCHOOL OF LOCK! FRIDAY（TOKYO FM） ▽22:00 学校運営戦略会議 ▽22:15 応援部 宣言メイト! supported by カロリーメイト ▽22:30 ビーバーLOCKS! |
| 22                                                                            | 22:00 SCHOOL OF LOCK!（TOKYO FM） ▽22:15 第1週：乃木坂 LOCKS!、第2週：SEVENTEEN LOCKS!、第3週：INI LOCKS!、第4週：新しい学校のリーダーズ LOCKS! ▽22:55 どっちのCat or Dog ▽23:00 ANZEN LOCKS! supported by JA共済（月） / ボカロ LOCKS!（火） / 松田LOCKS! SEASON15 supported by JASRAC（水） / 農業部 supported by JA全農（木） ▽23:10（月）ミセス LOCKS! （火）Saucy LOCKS! （水）宮世 LOCKS! （木）乃木坂LOCKS! | 22:00 SCHOOL OF LOCK!（TOKYO FM） ▽22:15 第1週：乃木坂 LOCKS!、第2週：SEVENTEEN LOCKS!、第3週：INI LOCKS!、第4週：新しい学校のリーダーズ LOCKS! ▽22:55 どっちのCat or Dog ▽23:00 ANZEN LOCKS! supported by JA共済（月） / ボカロ LOCKS!（火） / 松田LOCKS! SEASON15 supported by JASRAC（水） / 農業部 supported by JA全農（木） ▽23:10（月）ミセス LOCKS! （火）Saucy LOCKS! （水）宮世 LOCKS! （木）乃木坂LOCKS! | 22:00 SCHOOL OF LOCK!（TOKYO FM） ▽22:15 第1週：乃木坂 LOCKS!、第2週：SEVENTEEN LOCKS!、第3週：INI LOCKS!、第4週：新しい学校のリーダーズ LOCKS! ▽22:55 どっちのCat or Dog ▽23:00 ANZEN LOCKS! supported by JA共済（月） / ボカロ LOCKS!（火） / 松田LOCKS! SEASON15 supported by JASRAC（水） / 農業部 supported by JA全農（木） ▽23:10（月）ミセス LOCKS! （火）Saucy LOCKS! （水）宮世 LOCKS! （木）乃木坂LOCKS! | 22:00 SCHOOL OF LOCK!（TOKYO FM） ▽22:15 第1週：乃木坂 LOCKS!、第2週：SEVENTEEN LOCKS!、第3週：INI LOCKS!、第4週：新しい学校のリーダーズ LOCKS! ▽22:55 どっちのCat or Dog ▽23:00 ANZEN LOCKS! supported by JA共済（月） / ボカロ LOCKS!（火） / 松田LOCKS! SEASON15 supported by JASRAC（水） / 農業部 supported by JA全農（木） ▽23:10（月）ミセス LOCKS! （火）Saucy LOCKS! （水）宮世 LOCKS! （木）乃木坂LOCKS! | 22:55 JOEU マンスリーパワープレイ |
| 23                                                                            | 22:00 SCHOOL OF LOCK!（TOKYO FM） ▽22:15 第1週：乃木坂 LOCKS!、第2週：SEVENTEEN LOCKS!、第3週：INI LOCKS!、第4週：新しい学校のリーダーズ LOCKS! ▽22:55 どっちのCat or Dog ▽23:00 ANZEN LOCKS! supported by JA共済（月） / ボカロ LOCKS!（火） / 松田LOCKS! SEASON15 supported by JASRAC（水） / 農業部 supported by JA全農（木） ▽23:10（月）ミセス LOCKS! （火）Saucy LOCKS! （水）宮世 LOCKS! （木）乃木坂LOCKS! | 22:00 SCHOOL OF LOCK!（TOKYO FM） ▽22:15 第1週：乃木坂 LOCKS!、第2週：SEVENTEEN LOCKS!、第3週：INI LOCKS!、第4週：新しい学校のリーダーズ LOCKS! ▽22:55 どっちのCat or Dog ▽23:00 ANZEN LOCKS! supported by JA共済（月） / ボカロ LOCKS!（火） / 松田LOCKS! SEASON15 supported by JASRAC（水） / 農業部 supported by JA全農（木） ▽23:10（月）ミセス LOCKS! （火）Saucy LOCKS! （水）宮世 LOCKS! （木）乃木坂LOCKS! | 22:00 SCHOOL OF LOCK!（TOKYO FM） ▽22:15 第1週：乃木坂 LOCKS!、第2週：SEVENTEEN LOCKS!、第3週：INI LOCKS!、第4週：新しい学校のリーダーズ LOCKS! ▽22:55 どっちのCat or Dog ▽23:00 ANZEN LOCKS! supported by JA共済（月） / ボカロ LOCKS!（火） / 松田LOCKS! SEASON15 supported by JASRAC（水） / 農業部 supported by JA全農（木） ▽23:10（月）ミセス LOCKS! （火）Saucy LOCKS! （水）宮世 LOCKS! （木）乃木坂LOCKS! | 22:00 SCHOOL OF LOCK!（TOKYO FM） ▽22:15 第1週：乃木坂 LOCKS!、第2週：SEVENTEEN LOCKS!、第3週：INI LOCKS!、第4週：新しい学校のリーダーズ LOCKS! ▽22:55 どっちのCat or Dog ▽23:00 ANZEN LOCKS! supported by JA共済（月） / ボカロ LOCKS!（火） / 松田LOCKS! SEASON15 supported by JASRAC（水） / 農業部 supported by JA全農（木） ▽23:10（月）ミセス LOCKS! （火）Saucy LOCKS! （水）宮世 LOCKS! （木）乃木坂LOCKS! | 23:00 WEEKLY ARTIST FILE（TOKYO FM） |
| 23                                                                            | 23:55 JOEU マンスリーパワープレイ | | | | |
| 0                                                                             | 0:00 JET STREAM（TOKYO FM） | 0:00 JET STREAM（TOKYO FM） | 0:00 JET STREAM（TOKYO FM） | 0:00 JET STREAM（TOKYO FM） | 0:00 JET STREAM（TOKYO FM） |
| 0                                                                             | 0:55 JOEU マンスリーパワープレイ | | | | |
| 1                                                                             | 1:00 TOKYO SPEAKEASY（TOKYO FM） | 1:00 TOKYO SPEAKEASY（TOKYO FM） | 1:00 TOKYO SPEAKEASY（TOKYO FM） | 1:00 TOKYO SPEAKEASY（TOKYO FM） | 1:00 From INI（JFNC） |
| 2                                                                             | 2:00（放送休止） | 2:00（放送休止） | 2:00（放送休止） | 2:00（放送休止） | 1:00 From INI（JFNC） |
| 3                                                                             | 2:00（放送休止） | 2:00（放送休止） | 2:00（放送休止） | 2:00（放送休止） | 3:00（放送休止） |

#### 週末
| 時 | 土曜                                                                              | 日曜                                                                                   |
| -- | --------------------------------------------------------------------------------- | -------------------------------------------------------------------------------------- |
| 4  | （放送休止）                                                                      | （放送休止）                                                                           |
| 4  | 4:57 オープニング                                                                 |                                                                                        |
| 5  | 5:00 My PLAY LIST(※日曜は再放送) - 岩渕敏司                                       | 5:00 My PLAY LIST(※日曜は再放送) - 岩渕敏司                                            |
| 6  | 6:00 SONG MUSEUM                                                                  | 6:00 SONG MUSEUM                                                                       |
| 6  | 6:30 となりのカイシャに聞いてみた!supported by オリックスグループ（JFNC）         | 6:30 ジモオト - 古茂田景子                                                             |
| 6  | 6:55 JOEUマンスリーパワープレイ                                                   | 6:30 ジモオト - 古茂田景子                                                             |
| 7  | 7:00 松本隆博の『ココロにツボ!』- 松本隆博                                        | 7:00 LEGEND+MASTERPIECE - 渡部志織                                                     |
| 7  | 7:00 松本隆博の『ココロにツボ!』- 松本隆博                                        | 7:25 FM愛媛インフォメーション                                                          |
| 7  | 7:30 ひめキャン★～愛媛の女子キャンプ～ - おーちゃん                               | 7:30 杉浦太陽・村上佳菜子 日曜まなびより（TOKYO FM）                                   |
| 7  | 7:55 言の葉、音のは～散歩道 - 仙波亜子                                            | 7:55 JOEUマンスリーパワープレイ                                                        |
| 8  | 8:00 WEEKEND CLASSIC - 柏原大蔵                                                   | 8:00 FMマルシェ、営業中!                                                               |
| 8  | 8:30 Morning HIPHOP Program「BrilliantArea」 - Brilliant                          | 8:30 CHIHARAスポーツラボ～松山フェニックスとスポーツ仲間たち～ 千原宏之、関千里        |
| 8  | 8:55 快適生活ラジオショッピング                                                   | 8:30 CHIHARAスポーツラボ～松山フェニックスとスポーツ仲間たち～ 千原宏之、関千里        |
| 9  | 9:00 エミフルンルンRadio - ゆめ                                                   | 9:00 太陽石油 Presents MiyuuのTrip on Music! - Miyuu                                   |
| 9  | 9:25 セーフティドライブ～交通安全はおもいやり～ - 吉見まき子                      | 9:00 太陽石油 Presents MiyuuのTrip on Music! - Miyuu                                   |
| 9  | 9:30 えひめ・熱中・夢中人 - 中村時広                                              | 9:30 For Your Nature Life ～supported by EHIME UNIVERSITY～                            |
| 9  | 9:30 えひめ・熱中・夢中人 - 中村時広                                              | 9:50 JOEUマンスリーパワープレイ                                                        |
| 9  | 9:55 山崎愛のRoom Couture Styled by アイソウ - 山崎愛                             | 9:55 まつやま笑顔一番                                                                  |
| 10 | 10:00 SPORTS BEAT supported by TOYOTA（TOKYO FM）                                 | 10:00 ASKA Terminal Melody（TOKYO FM）                                                 |
| 10 | 10:00 SPORTS BEAT supported by TOYOTA（TOKYO FM）                                 | 10:30 YKK AP presents 皆藤愛子の窓café〜窓辺でcafé time〜（TOKYO FM）                  |
| 10 | 10:50 コスモ アースコンシャスアクト 未来へのメッセージ（TOKYO FM）                |                                                                                        |
| 10 | 10:55 JOEUマンスリーパワープレイ                                                  |                                                                                        |
| 11 | 11:00 Radiant～幸せのとき～ - 石﨑麻巳                                            | 11:00 菊池風磨 hoursz（TOKYO FM）                                                      |
| 11 | 11:40 小倉・IMALUの○○玉手箱                                                       | 11:30 木村拓哉 FLOW Supported by GYAO!（TOKYO FM）                                     |
| 11 | 11:55 FM愛媛のPodcast - 廣實萌々花                                                | 11:55 JOEUマンスリーパワープレイ                                                       |
| 12 | 12:00 ビューティレシピ Radio - 村上早織、吉見まき子                               | 12:00 津田健次郎 SPEA/KING（TOKYO FM）                                                 |
| 12 | 12:30 Daiki AXIS BEAT GOES ON! - 魚海洋司                                         | 12:30 CHINTAI presents きゃりーぱみゅぱみゅ Chapter＃0〜Touch Your Heart〜（TOKYO FM） |
| 12 | 12:30 Daiki AXIS BEAT GOES ON! - 魚海洋司                                         | 12:55 JOEUマンスリーパワープレイ                                                       |
| 13 | 13:00 JA全農 COUNTDOWN JAPAN（TOKYO FM）                                          | 13:00 いいこと、聴いた（TOKYO FM）                                                     |
| 13 | 13:55 JOEUマンスリーパワープレイ                                                  |                                                                                        |
| 14 | 14:00 福山雅治 福のラジオ（TOKYO FM）                                             | 14:00 山下達郎の楽天カード サンデー・ソングブック（TOKYO FM）                          |
| 14 | 14:55 ニンジニアネットワーク イタリア流俳句時間 ディエゴ・マルティーナ            | 14:55 JOEUマンスリーパワープレイ                                                       |
| 15 | 15:00 ACN presents 丸山茂樹のMOVING SATURDAY（TOKYO FM）                          | 15:00 日本郵便 SUNDAY'S POST（TOKYO FM）                                               |
| 15 | 15:25 日本住宅ローン GO!GO!家族（TOKYO FM）                                       | 15:00 日本郵便 SUNDAY'S POST（TOKYO FM）                                               |
| 15 | 15:30 広瀬すずの「よはくじかん」（TOKYO FM）                                      | 15:00 日本郵便 SUNDAY'S POST（TOKYO FM）                                               |
| 15 | 15:50 ルートインホテルズ presents とっておきのここだけの旅 ～ここ旅～（TOKYO FM） |                                                                                        |
| 15 | 15:55 車について聞いてみよう。 - 高橋真実子                                       | 15:55 JOEUマンスリーパワープレイ                                                       |
| 16 | 16:00 リリー・フランキー「スナック ラジオ」（TOKYO FM）                           | 16:00 ももいろクローバーZのSUZUKIハッピークローバー!（TOKYO FM）                       |
| 16 | 16:55 JOEUマンスリーパワープレイ（最終週以外）エールラボえひめ（最終週）          | 16:55 ニンジニアネットワーク イタリア流俳句時間 ディエゴ・マルティーナ                 |
| 17 | 17:00 川島明 そもそもの話（TOKYO FM）                                             | 17:00 NISSAN あ、安部礼司〜BEYOND THE AVERAGE（TOKYO FM）                              |
| 17 | 17:55 FM愛媛インフォメーション                                                    | 17:00 NISSAN あ、安部礼司〜BEYOND THE AVERAGE（TOKYO FM）                              |
| 17 | 17:55 FM愛媛のPodcast - 廣實萌々花                                                |                                                                                        |
| 18 | 18:00 井上侑、しらすラジオ - 井上侑                                               | 18:00 ジャパハリネットのハリハリラジオ - ジャパハリネット                              |
| 18 | 18:25 JOEUマンスリーパワープレイ                                                  | 18:00 ジャパハリネットのハリハリラジオ - ジャパハリネット                              |
| 18 | 18:30 愛媛オレンジバイキングスの沸かしてなんぼ! - ゆめ、バイクス選手ほか          | 18:30 なおこの部屋 - なおこ                                                            |
| 19 | 19:00 gloaming"E" - 赤松敏弘                                                      | 19:00 Special Program（内容週替り） （最終週 19:00 - 19:55）村上RADIO（TOKYO FM）      |
| 19 | 19:25 セントラルディーボの新パチンコ宣言!しゃべくり777                            | 19:00 Special Program（内容週替り） （最終週 19:00 - 19:55）村上RADIO（TOKYO FM）      |
| 19 | 19:30 ニンジニアネットワーク NEXT HEROES from EHIME FC 井坂彰                     | 19:30 LEGEND+MASTERPIECE - 渡部志織（※最終週は休止）                                   |
| 19 | 19:30 ニンジニアネットワーク NEXT HEROES from EHIME FC 井坂彰                     | 19:55 JOEUマンスリーパワープレイ                                                       |
| 20 | 20:00 レコードBAR 79.7 - 田村基樹、浅山店長、関千里                               | 20:00 大森研一の Starting Line for the Future - 大森研一                               |
| 20 | 20:30 VOICE ～風の神話～ - VOICE                                                  | 20:30 ハイサイ!沖縄 PARADISE RADIO - ポン川村                                          |
| 21 | 21:00 ニンジニアネットワーク 和田ラヂヲの、聴くラヂヲ3 - 和田ラヂヲ               | 21:00 ティモンディ前田の、イカラジオ - 前田裕太（ティモンディ）                        |
| 21 | 21:30 5st - 正岡省吾                                                              | 21:30 FLOW KEIGOのトーク巡礼 - FLOW KEIGO                                              |
| 22 | 22:00 ドリームハート（TOKYO FM）                                                  | 22:00 WONDERFUL JAZZ TOWN - 堤宏文、栗田敬子（隔週交代）                               |
| 22 | 22:30 SEKAI NO OWARI “The House”（TOKYO FM）                                      | 22:30 夏目一朗 Command N - 夏目一朗                                                    |
| 22 | 22:55 人生にゃにゃにゃ - Martin 中村                                              | 22:30 夏目一朗 Command N - 夏目一朗                                                    |
| 23 | 23:00 桑田佳祐のやさしい夜遊び（TOKYO FM）                                        | 23:00 鈴木敏夫のジブリ汗まみれ（TOKYO FM）                                             |
| 23 | 23:00 桑田佳祐のやさしい夜遊び（TOKYO FM）                                        | 23:30 The Classic（TOKYO FM）                                                          |
| 23 | 23:55 JOEUマンスリーパワープレイ                                                  |                                                                                        |
| 0  | 0:00 Narrowband Camp - NORANGE真貴、GLIM9川本心愛・勝田美優・畠山弥沙希           | 0:00 SPITZ 草野マサムネのロック大陸漫遊記（TOKYO FM）                                  |
| 0  | 0:30 ライオンママのワンナイト オンリー - ライオンママ、MAYUMI                     | 0:55 JOEUマンスリーパワープレイ                                                        |
| 1  | 1:00 マシンガンエチケット - ガッツムネマソ、九官鳥、マイケル                      | 1:00 のどごし上京物語 - のどごし                                                       |
| 1  | 1:30 水樹奈々のMの世界（TOKYO FM）                                                | 1:30 （放送休止）                                                                      |
| 2  | 2:00（放送休止）                                                                  | 1:30 （放送休止）                                                                      |

#### 随時放送
ニュース・天気予報はONE MORNINGのニュースコーナーを除き全て自社制作としてきたが、2025年4月の改編からは一部をJFNから受けることとなった。交通情報は日本道路交通情報センターから伝える。
放送時刻は全て2025年4月改編時点。
ニュース 
◎は愛媛新聞、☆は読売新聞および朝日新聞（隔週交代）、★は日本経済新聞、▲はJFNの配信。ニュース（★・▲を除く）終了後はすべての時間で愛媛県内の天気予報を伝える。2022年9月30日に「P-up!MORNING」が終了したことに伴い、平日朝7:50・8:45に放送されていたローカルニュースは後継番組に引き継がれず放送なしとなった。さらに土日の放送が2024年6月をもって終了となり、平日のみの放送となった。上述通り、2025年4月からは「OH!HAPPY MORNING」の放送開始に伴い、番組中7時台に放送されるJFN配信のニュースもそのまま受けることとなったと共に、平日13:55の枠が廃止となった。
- 平日 - ▲7:35[* 1] / ▲7:55[* 1] / ☆11:55[* 2] /  ◎15:55[* 3] / ◎17:30 / ★17:35
- 土曜（※2024年6月29日まで） - ☆10:55 / ◎11:55 / ☆16:55 / ◎18:55
- 日曜（※2024年6月30日まで） - ◎11:55 / ☆13:55 / ◎14:55 / ☆15:55 / ◎17:55

天気予報
基本的にニュースの時間でフォローするため、単独コーナーとしては下記のみにとどまる。▲はJFNの配信
- 平日 - ▲7:43[* 1] / 8:35[* 4][注 34] / 9:09[* 4]

交通情報
県庁所在地の松山市は交通渋滞が激しいにも関わらず、交通情報が平日のみ朝1回、夕方1回の計2回と少ない。また、祝日や年末年始は交通情報自体が休止となる。
- 平日 - 8:45[* 4] / 18:10[* 5]

JOEUマンスリーパワープレイ
ヘヴィー・ローテーション。岩渕敏司が担当。2024年7月より土日の枠が増大となった。
- 平日 - 23:55 / 24:55
- 金曜 - 22:55
- 土曜 - 6:55 / 10:55 / 13:55 / 16:55（最終週を除く） / 18:25 / 23:55
- 日曜 - 7:55 / 9:50 / 10:55 / 11:55 / 12:55 / 13:55 / 14:55 / 15:55 / 19:55 / 23:55 / 24:55

1. 1 2 3 4 5  月〜木のみの放送、OH! HAPPY MORNINGに内包。
2. ↑  2025年3月31日までは◎。2025年4月1日から☆に変更（13:55のニュース枠廃止に伴う）。
3. ↑  2025年3月31日までは15:00に放送していた。
4. 1 2 3  Fineに内包
5. ↑  2025年3月31日までは16:45に放送していた。同年4月1日より現18:10に移動し、井坂彰のGreat Noisy Club!に内包。

### 放送終了した番組
平日朝
- おはよう朝のメロディー（月 - 金 6:30 - 7:00）
- FMモーニングえひめ IT'S MORNIN（1982年2月1日 - 2011年3月31日、月 - 金 7:30 - 9:00）
- P-up!MORNING（2011年4月 - 2022年9月30日、月 - 金 7:30 - 9:00）DJ・ 正岡省吾（月 - 水）、岩渕敏司（木・金）
- JOEU-FM Hot Picks（2022年10月3日 - 2025年3月31日、月 - 木 7:30 -8:00 金 7:30 -7:55）DJ・正岡省吾（月 - 水）、岩渕敏司（木・金）

平日昼前
- FMレディースサロン（1982年2月1日 - 、月 - 金 9:30 - 11:00）
- FMフレッシュライフ～ハミングにのせて～（ - 2011年3月31日）

平日昼過ぎ
- 音楽のランチボックス（1982年2月1日 - 2011年3月31日）
- FM午後の歌謡曲（月 - 金 13:30 - 14:55）
- Today's Best Music! MUSIC from JOEU（1989年4月1日 - 2011年3月31日）
- 中岡良一のAFTER BEAT（2011年4月 - 2013年3月、月 - 金 13:05 - 14:55）
- MASHUP!!～the music～ （2013年4月 - 2015年3月）
  - part1（月 - 金 13:30 - 14:50、DJ・中岡良一（ジャパハリネット）
  - part2（月 - 金 15:05 - 16:55、DJ・（月・火）重橋秀香、（水・木）ヒシイミチコ、（金）窪田ゆうこ）

- LINK（2015年4月 - 2019年3月、月曜 - 木曜 13:30 - 14:50・金曜 13:40 - 14:50）DJ・ヒカル
- タウンたうんTOWN（月 - 金 13:30 - 14:55）

平日夕方
- FMハッスルワイド（月 - 金 14:00 - 16:00→15:05 - 17:00）
- MUSICA（2011年4月 - 2013年3月、月 - 金 15:05 - 16:55）
- A to Z EHIME REAL VOICE→A to Z（2015年4月 - 2017年3月、平日 15:05 - 16:55）DJ・中岡良一（月曜 - 水曜）、ヒシイミチコ（木曜・金曜）
- フジデリカ・クオリティ Presents コトバデリ（平日 15:10 - 15:15）DJ・高橋真実子
- e-special（2017年4月 - 2019年3月、平日 15:10 - 16:55）DJ・ヒシイミチコ（月曜・水曜・金曜）、窪田ゆうこ（火曜・木曜）
- Music Wonderland → MUSIC＠ENERGY STUDIO → rockin' radio tour
- カモ☆れでぃ★FM（月 - 木曜 17:40 - 18:55、金曜 17:35 - 18:55）（ - 2011年3月31日）

平日夜
- 生ラジ7じ－9じ
- JOEU NIGHT SHOW
- わたなべヨシコのdanci danci danci
- ～music essay～いつだって、どこだって....with you（月 - 金 22:55 - 23:00）DJ・佐田玲子（1998年頃 - 2021年3月）
- GO!GO!受験生!!（月 - 金 23:55 - 24:00）DJ・渡部志織（ - 2024年3月）

金曜日
- らんらん愛媛（11:40 - 11:55）DJ・廣實萌々花
- homegrow MATERIALS I'm dope it（17:45 - 17:50）DJ・関千里
- Forza!愛媛FC（20:30 - 21:00）DJ・関千里、池田光（? - 2011年3月）
- 愛媛FC GO GO 西田GO! （21:30 - 22:00）DJ・西田剛、関千里（ - 2021年12月31日）

土曜日午前
- スパニッシュ・カレント～不思議な風～（6:30 - 7:00）DJ・智詠
- キッサコ～日日是好日～（6:30 - 7:00）DJ・薬師寺寛邦(キッサコ)（ - 2024年3月30日）
- SATURDAY MORNING FORUM
- 週刊 らくさぶろう本舗（7:00 - 7:30）DJ・らくさぶろう
- 愛がいっぱい♡愛顔（えがお）感動ものがたり （9:30 - 9:55） DJ・吉見まき子
- ザ・おもてなし（9:55 - 10:00）
- エミフルMASAKI weekend pop now（11:00 - 11:55）DJ・白形優子
- モーニング・グローリー（8:30 - 8:55）DJ・ISONFLEEK

土曜日午後
- ベースボール カンバセーション（12:00 - 12:30）DJ・福西太志、玉井智
- ♪いよてつ～Music Train～♪（12:00 - 12:30）DJ・清水一郎（伊予鉄道社長）、吉見まき子
- 野菜ソムリエ畑（12:00 - 12:30）DJ・福井栄治、吉見まき子（? - 2015年1月31日）
- LEGEND＋MASTERPIECE（17:00 - 17:30、DJ・渡部志織）
- 教えて!えひめのお仕事（17:30 - 18:00）DJ・関口訓央、吉見まき子
- Dr.杉ちゃんの「ウィークエンド クリニック」（17:30 - 18:00）DJ・杉山隆[注 38]、吉見まき子（2021年4月3日 - 2025年6月28日）
- EHIME FOOD STYLE（19:00 - 19:30、DJ・藤山健、近藤路子）
- EHIME ENTARTAINNENT LAB（19:25 - 19:30）DJ・宮崎ユウ
- 風来坊 special 保持光 LIVE Presents（20:00 - 20:30）DJ・保持光
- Disco Kids Paradise（20:00 - 21:00）（末期は20:30終了の30分番組）DJ・玉井智
- やさかじゅんの目指せTOKYO☆☆☆（20:50 - 21:00）
- ニンジニアネットワーク 和田ラヂヲの、聴くラヂヲ（21:00 - 21:30）DJ・和田ラヂヲ（2013年4月6日 - 2017年11月25日）
- ニンジニアネットワーク 和田ラヂヲの、聴くラヂヲ2（21:00 - 21:30）DJ・和田ラヂヲ（2017年12月8日 - 2023年12月30日）
- B-Music（23:55 - 24:00、DJ・宮岡啓太）
- 熊本フミの今夜もドミトリー → 土曜の深夜は、FM聴かんと!
  - 上記2番組はFM愛媛としては珍しく、土曜深夜の生放送であった。
- ライオットジェネレーター（24:00 - 25:00）DJ・伊賀千晃　田中真貴　土屋いづみ
- 千のヴァイナル-Thousand Vinyls-（25:00 - 25:30、DJ・Kamita Hiroshi）
- 山出愛子のアイコ de ナイト[注 39]（25:30 - 26:00）
- ミッドナイトコネクション（26:00 - 26:30） DJ・KATSU（2024年7月6日 - 2025年3月29日）

日曜日午前
- mimosaの さんとりお（7:00  - 7:30）
- FM愛媛の“まじめ”なコトバプロジェクト コトバノまほう（7:00  - 7:30 ※毎月最終週以外は過去放送回の再放送）DJ・田丸雅智（2021年1月30日 - 2025年6月29日）
- twenty minutes city（7:30 - 7:50）
- 日曜夢舞台（7:55 - 8:00）DJ・近藤誠二
- 時代変われど、尽きぬ話は永遠に…ともえさんの～より道小径（こみち）（日曜 7:30 - 7:55）DJ・小早川朋江（2018年7月1日 - 2019年6月30日）
- シネミュージック倶楽部（8:00 - 8:25）DJ・石井紀代
- アン☆トレ（8:30 - 8:55）DJ・えひめ学生起業塾メンバー（2022年10月4日 - 2023年3月）
- しんみんさんの詩（8:55 - 9:00）DJ・吉見まき子
- SOLATO by 太陽石油 Presents 千宝美のNatural Breeze（9:00 - 9:30）DJ・千宝美
- 太陽石油 Presents もってけ!みかん（9:00 - 9:30）DJ・みかん
- doaのグッデイ☆サンデー（9:30 - 9:55）DJ・doa
- ポジティブラジオ（9:30 - 9:55） DJ・龜石太夏匡
- ラジオ de たけやま（9:30 - 9:55）DJ・たけやま3.5
- Love♡La Branche～Sweets Stories（10:55 - 11:00） DJ・吉見まき子
- ハイウェイセーフティドライブインフォメーション（10:55 - 11:00）DJ・高橋真実子

日曜日午後
- My Gardening（12:55 - 13:00）
- FMベストヒットえひめ（18:00 - 19:00）DJ・岩渕敏司（1982年 - 2022年9月25日）
- EHIME BUSINESS TREND（19:00 - 19:30）DJ・松田久、近藤路子
- コトノノコト（19:55 - 20:00）DJ・コトノ
- Even ～after girls talk ～after boys talk（20:30 - 21:00）DJ・さおりん、よしみっち、ゆーくん、こんちゃん
- ZOOのヒーロー☆スターズnight!（22:00 - 22:30）DJ・ZOO
- Dance on the groove（21:00 - 21:30）DJ・Chika、土屋いづみ
- 愛媛日産自動車 Presents 唯我独尊のドライバーズ・ハイ!（第1・3・5週 21:30 - 22:00）DJ・唯我独尊
- ジャガー・ランドローバー愛媛 Presents 奥村真友里のImport Car LOVE（第2・4週 21:30 - 22:00）DJ・奥村真友里
- ティモンディの決起集会（21:00 - 22:00[注 40]）DJ・ ティモンディ（2021年4月4日 - 2024年9月29日）
- TWO BOZEのすべてはご縁です（22:00 - 22:30）DJ・TWO BOZE、高橋真実子
- 英雄星ラジオ（日曜 22:00 - 22:30）DJ・若藤昌男、中村タカシ
- ドクターYの“A wonderful music life”（22:30 - 23:00）DJ・ドクターY
- 早見和真の『リトルトーキョーはいらない』（25:00 - 25:30） DJ・早見和真、森慶一
- 太田将熙・石賀和輝の あ、どうもはじめましてRADIO[9]（25:00 - 25:30）DJ・太田将熙、石賀和輝（2021年4月4日 - 2023年9月26日）

その他
- らくさぶろうのブラボー!クラシック!
- X-treme CLUB
- RADIO Commune EX
- KIDS JAM TUESDAY
- メロディー・ハムハムアイランド
- 土井春人 君の住む街
- 知久光康の今夜の僕はこんな僕
- Dの誘惑、Aの快感
- RYTHEMのEnjoy Your Time!
  - ※FM徳島でもネット。一時期はインターネットラジオで放送されていた。
- Dream Collaboration 目指せ!あの雲に向かって
- ハッピーミュージックライフ（DJ・武田美弥子　ふきだまり）
- ハタダマジカルハウス（DJ・武田美弥子）
- ダンシングワールド（DJ・武田美弥子）
- Morning Shower
- 太陽石油 Presents
  - 井上昌己の彼女の島
  - 里中茶美のFUNNYでいこう
  - 加藤いづみのこの街が好きだよ
  - 柴田淳の月と太陽＜JFN西日本ブロックネット→JFN全国ネット＞
- the★tambourinesのmorning moka
- しばあみのレインボーアミンボー
- うわじマンデー（月曜 11:40 - 11:55）DJ・塩出怜
- 愛媛からあげ王国化計画（月曜 11:40 - 11:55）DJ・ダイチ☆
- とべスピリット（月曜 11:40 - 11:55）DJ・壽野章子（2023年7月 - 2024年3月25日）
- まちラヂ（水曜 11:40 - 11:55）
- 愛媛のハート、まもりたいけん!（水曜 11:40 - 11:55）DJ・山崎愛
- 森の久万産らじお（木曜 11:40 - 11:55）DJ・小林紘子
- 俳句で巡る松野町『森の国 俳句ウォーク』（木曜 11:40 - 11:55）DJ・川嶋ぱんだ
- 蒸熱!MIURADIO（金曜 11:40 - 11:55）DJ・猪井真弓（2021年1月 - 2023年12月）
- あ～ちゃんのただただラジオがスキじゃけん。 ※JFN四国4局共同制作
- My Story ～無我夢中人～（木曜 21:30 - 22:00）DJ・西城戸淳平、遠山恭輔、後藤真桜、高岡奈々葉
- ＃ヒキダシRADIO（火曜 21:30 - 21:50）DJ・高橋真実子、ヒキダシメンバー
- Fan×Fun SWITCH（月曜 21:50 - 22:00）（2022年10月4日 - 2023年6月26日）
- えひめ学生談話室（月曜 21:50 - 22:00）DJ・えひめ学生起業塾メンバー（ - 2023年9月）
- Night Cruising（月曜 20:30 - 21:30）DJ・中岡りょういち（2022年10月 - 2024年3月25日）
- EFI RADIO（火曜 21:30 - 21:50）DJ・大野泰敬、高橋真実子（ - 2024年3月25日）
- JOEU PRESS（土曜 9:55 - 10:00・日曜 9:50 - 9:55、10:55 - 11:00、12:55 - 13:00）（ - 2024年6月30日）
- バリツーリズム（木曜 11:40 - 11:55）DJ・菊地紀衣（2022年4月7日 - 2024年6月）

### JFNC制作番組のネット状況
- 前述の編成によりJFNC制作同時ネット番組は長年非常に少なく、2025年3月時点での同時ネット番組は平日の『デイリーフライヤー』と金曜深夜の『From INI』・『やまだひさしのラジアンリミテッドF[注 41]』の3番組のみだったが、同年4月から『OH! HAPPY MORNING』7時台および『レコレール』のフルネットを開始。
- 2010年からの改編でスタートした『扉-TO VILLA-』（→『BIG SPACIAL』→『ON THE PLANET』）についても本来は28:00までの放送となっているが、同局では従前の放送時間に倣い27:00で飛び降りて放送を終了する[注 42]一方で、『やまだひさしのラジアンリミテッドF』は2021年4月以降最終回まで29:00までネットした。
- 一時期、月曜 - 土曜の27:00 - 27:30に、JFNC制作のアーティスト30分番組を半クール限定で放送したことがある。